# Уметност старе Грчке
Уметност античке Грчке је уметност која је настала на месту које су настањивали антички Грци у периоду од 9. века п. н. е. до 1. века.

## Култура античке Грчке
Од четири раније велике историјске уметности, само је уметност Старог Египта оставила мерљив утицај на касније периоде, али је чак и египатски утицај тек повремено плодоносан или пресудан тамо где је имао утицаја. Мада изузетне, уметности Месопотамије и Егејског света готово у потпуности су нестале из људског видокруга и памћења све до скоријег времена. И, наравно, претколумбовске цивилизације биле су потпуно непознате и неслућене у Европи и у Азији. Међутим, у случају Старе Грчке, први пут смо пред уметношћу која никада није била потпуно заборављена. Грчка уметност, као и грчка култура уопште, утицала је  на уметност сваког наредног периода цивилизације Запада, укључујући и садашњи, понекад у незамисливој мери. Чак и ако су касније културе осећале да се морају побунити против грчког утицаја, свака побуна сама по себи је била признање величини грчких достигнућа. Једина друга култура која је оставила упоредив утисак на каснија раздобља јесте она из Старог Рима, и то великим делом због тога што је Стари Рим постао преносилац, трговином и освајањима, уметничког наслеђа Старе Грчке.
Ако се покуша објаснити ширина и запањујућу трајност грчког утицаја, вероватно ће се доћи до закључка да је у оба случаја заслужан нагласак грчке цивилизације и грчке уметности на развој рационалних образаца за сваки аспект уметности, за разлику од оних крутих смерница које је египатско друштво наметало египатској уметности. Грци су своје норме извели из људске природе и понашања, доступних грчким мислиоцима, писцима и уметницима кроз њихове неслућене способности за посматрање, испитивање и анализу. „Човек је мерило свих ствари’’, изговорио је грчки филозоф Протагора у 5. веку пре нове ере, и док је Протагорин лични субјективитет у његовом времену изазивао значајне контроверзе, његова прослављена опаска и даље се може узети као типична за грчки став према животу и уметности. Достојанство и лепота човека појединца и богата текстура физичке и психолошке интеракције међу људима истовремено чине предмет, циљ и коначну одредницу грчког уметничког и књижевног стваралаштва.
Земља и клима Грчке подстакли су концентрацију грчке културе на квалитет људског живота и на атлетску и интелектуалну активност. Грчка је земља планинских полуострва и острва, раздвојених уским теснацима и заливима налик фјордовима, са оскудном обрадивом земљом. Изложена је јаким контрастима зимске хладноће и летњих врућина и жестоким и непредвидивим морским ветровима. Хоризонте ограничавају планински ланци и стеновита острва. Под сунчевом светлошћу чији је интензитет веродостојан само онима који су је искусили, земља поприма златну боју насупрот мора и неба продорне плаве боје. Дан уступа место ноћи готово без посредства сумрака – или је барем тако било у прошлости. У таквој позадини и у таквом светлу, облици и њихови односи су јасни и оштри.
У оваквом окружењу није било лако, али ни неопходно, успоставити односе сарадње међу заједницама, одвојеним планинским зидовима или морским рукавцима. Живот се морао борити снагом и интелигенцијом да из камените земље и варљиве воде мора извуче плодове за свој опстанак. Прелепо, али неретко непријатељско грчко окружење захтевало је атлетски и испитивачки став према егзистенцији који је био у снажној супротности са египатском пасивношћу и који је уједно спречавао потчињавање универзалним системима власти. Пољопривреда на камењару није била лака; усеви житарица захтевали су велике напоре, а маслине и винова лоза, пажљиво чување и надгледање. Поред ограниченог пољопривредног сталежа, појавио се и сталеж трговаца, а на крају и сталеж занатлија произвођача који су се бавили производњом таквих карактеристичних грчких артефаката као што су грнчарија и метални производи, који су извожени у читав медитерански свет. Као и Минојци пре њих, Грци су били изврсни морепловци; попут Микенаца били су храбри војници. Грчки системи власти били су експериментални и непрекидно мењани. Није случајно што толико речи за облике власти потиче из грчког језика у свим европским језицима – демократија, аутократија, тиранија, аристократија, олигархија и монархија, помињући само неке. Чак и политика потиче од грчког полиса, речи за независни град-државу са околном територијом која је била основна јединица грчког друштва. Свих шест облика власти који су управо поменути упражњавали су у једном или другом тренутку грчки градови-државе на копну, острвима, Малој Азији, Сицилији и јужној Италији, неретко наизменично, али и упоредо један с другим. Али чак и кад су народне слободе жртвоване на одређено време тиранину или групи олигарха, грчки идеал је увек био самовладање. Трагедија грчке историје лежи у немогућности грчких градова-држава да подреде индивидуални суверенитет било ком идеалу трајне федерације која би могла обухватити читав грчки свет и зауставити ендемске међусобне ратове који су исцрпљивали енергије градова-држава и на крају довели до њиховог потчињавања страним силама. Све до времена Александра Великог, а који је идеју позајмио од блискоисточних култура које је освојио, појам бога-краља по египатском или месопотамском узору потпуно је одсуствовао из грчке историје. Посебан значај можемо пронаћи у чињеници да су, док су Египћани и Месопотамци своју историју препричавали у терминима краљевске владавине или династија, Грци су своје време мерили Олимпијадама, четворогодишњем распону између Олимпијских игара, атлетском фестивалу који се прослављао у Старој Грчкој. Атлетика тешко да би могла бити бољи симбол вредности коју грчка култура даје појединцу, јер старогрчке Олимпијске игре нису биле тимске игре, већ такмичења појединаца у физичкој вештини и снази. У остатку Старог света тако нешто нити је постојало нити је имало премца.
Грци су свој космос населили боговима који су, попут њих самих, живели у стању непрекидног ривалства, па чак и сукоба, често су поседовали неуправљиве апетите и пороке у људском смислу, заузимали страну у људским ратовима, па чак и заједно са људима стварали расу полубогова познатих као хероји. Само у својој неограниченој снази и знању и у својој бесмртности богови су се разликовали од људи. Ипак, као што ниједан смртник није владао грчким светом, тако ни један бог грчке митологије није био истински свемогућ, па чак ни сам Зевс, цар свих богова.
Грци су били врло свесни својих достигнућа и своје историје, као белешки појединачних човекових успеха, а не само као пуких историјских догађаја. Њихова уметност је прва која поседује праву историју и властити унутрашњи развој у нашем савременом смислу. За разлику, чини се као да је египатска уметност настала потпуно обликована и за њу се тешко може рећи да се развила након својих почетних сјајних стваралачких достигнућа. Одређени основни облици и идеје провлаче се кроз месопотамску уметност од Сумераца до Персијанаца. Али грчка уметност показује сталан развој од простијих ка увек сложенијим фазама, од којих су неке због погодности означене као архајске, класичне и хеленистичке. Мада овај развој није био сталан, нити уједначен на свим географским тачкама грчког света, он је запањујуће видљив и често се упоређује са развојем европске уметности с краја средњег века кроз ренесансу и на крају барок. Од почетка до краја, читав развој грчке уметности трајао је око седам векова, или мање од једне четвртине дугог периода током којег се египатска уметност настављала релативно непромењена. Периклово доба, често сматрано врхунцем грчких уметничких достигнућа, трајало је тек неколико деценија.
Упркос антропоцентричној природи грчке културе, Грци нису били у илузијама о ограничењима или о неизбежном пропадању људских амбиција. Један од њихових омиљених књижевних облика, који су сами измислили и у ком су се уздигли до непревазиђених висина драмског интензитета и поетске величине, била је трагедија. У грчкој трагедији, људске воље супротстављене једна другој доносе највиши ниво активности за који су способни мушкарци и жене; ипак ове активности доводе до катастрофе (катарзе) због неизбежних људских слабости. У целој грчкој уметности пре 4. века пре н. е. не постоје статуе монарха прекомерне величине попут оних египатских фараона, а чак и један пример из четвртог века приказује неког принца усред акције вожње кочија, активности која је захтевала физичку и менталну координацију. Само су богови били представљени у колосалним размерама, и мада ниједна од ових статуа није преживела, каснији књижевни извештаји указују да су, упркос својој величини, били у потпуности човечије пропорције и лепоте. Супротно хибридним божанствима Египћана, Месопотамаца и Старих Американаца, у Грчкој су само чудовишта била делом човек, а делом животиња. Ови хибриди су увек са собом носили опасност (сатири, кентаури и сирене), а неретко су сасвим зли (Минотаур).
Грчка рационалност изнедрила је аритметику, геометрију, филозофију и зачела научну астрономију, зоологију и ботанику, међутим систем је имао своју Ахилову пету. Хеленско друштво је било наглашено мушки свет. Жене су биле ограничене на кућну послове и радиности и рађање деце, а кретале су се у свом посебном делу куће, гинекеји. Нису могле присуствовати чувеним симпозијумима или банкетима на којима се расправљало о интелектуалним питањима, и није им било дозвољено да учествују у грчком политичком, интелектуалном или уметничком животу. Тек ако би нека жена постала куртизана, могла је бити присутна и радити на иначе мушким функцијама; многе од ових куртизана су постале истакнуте личности и постигле одређену моћ у грчком друштву. Једна од интригирајућих институција у грчком животу била је веза између одраслих мушкараца и адолесцената, која ни на који начин није ометала институцију брака, али која се доводи у везу са нагласком на нага тела младића и атлета у грчкој уметности. Грчки јавни живот у заједници ретко је успевао да постигне трајни поредак. Чак и у класичном периоду, грчки полис је дозвољавао и ропство и обесправљивање појединаца. Без обзира на рационалност грчких филозофа, ни у једном тренутку грчке историје није постојала озбиљна или раширена претња веровању у мноштво антропоморфних божанстава. Ипак, једна од великих дражи Грка је чињеница да се, упоредо са развојем интелекта, живот страсти наставио несмањеним интензитетом, обдаривши рационална бића одређеном ирационалном, али поетском лепотом. Чак и изузетна прецизност грчких архитектонских мера и пропорција била је подложна нерационалним, али суштинским варијацијама и усавршавањима.
Око 550. п. н. е. Грци или „Хелени“ како су сами себе називали, нису били један велики народ него низ племена, везаних Егејским морем, која су имала сличан језик и религију (свемоћне богове који су били препуни врлина, али и људских мана). Између другог и првог миленијума п. н. е. та су се племена настанила на крајњем југу Балкана. То су најпре били: Микенци и Дорци (насељени углавном на грчком копну), и Јонци (само на обали и острвима Егејског мора), а касније и Спартанци, Тебетанци, Атињани и Коринћани.
Временом им је на југу Балкана постало тесно и оснивали су у 8. веку п. н. е. колоније широм Средоземља (Сицилија, Италија, Шпанија, Мала Азија па и Далмација). На просторима својих колонија наставио се процват, понекад успешнији него у самој Грчкој.
Уобичајена је подела грчке уметности је на:
- Геометријски стил (10–7. век п. н. е.),
- Архајску уметност (650–480. п. н. е.),
- Класично или Златно доба (480–336. п. н. е.) и
- Хеленизам (336–30. п. н. е.).

## Геометријски стил
Током 12. па све до 7. века п. н. е. (тзв. мрачно доба грчке) траје распадање критске и микенске уметничке баштине и скоро да се гасе уметничке делатности. У исто време Грчка цивилизација се формирала и полако обликовала. Свака заједница развијала је свој центар који је прерастао у град-државу (полис) којим је управљало веће богатијих стараца.
Уметност вековима не налази значајнији израз, изузимајући керамику која је везана за практичну употребу. Настале су вазе које су служиле за одлагање пепела покојника. У 9. веку п. н. е. Грци су почели да осликавају вазе геометријским облицима: спиралама, розетама, преплетима, меандрима, троугловима, круговима, свастикама- које су распоређене у хоризонталне траке као код Микенаца. Такво украшавање се назива „геометриски стил“. Касније се одустаје од саме геометрије и јавља се људска фигура, али још увек геометризирана (као код вазе из Дипилона).
Керамика из 6. века п. н. е. Има органске линије и ликове који подсећају на источњачку уметност те је названа „оријентални стил“ и најзаступљенија је у архајском периоду.

## Архајско раздобље
Ни у једној ранијој цивилизацији није могуће тако јасно уочити везу између архитектуре и друштва. Економска подлога, духовно стање и друштвени односи нераздвојни су пратиоци грчке архитектуре и уколико је било промена на овим пољима, архитектура је такође доживљавала промене.
За разлику од азијских и источних друштава чије је стваралаштво на пољу архитектуре следило деспотизам својих тирана и сујеверје неразумљиве теологије источних религија, грчка архитектура је реално посматрала потребе човека и своје споменике је градила у размери човека, односно архитектура је у служби друштва и његове заједнице и никада не ствара гигантске споменике у славу једног владара, а и када се подиже споменик једном човеку то је онда мања или скромна гробница хероја, у част и славу због његових заслуга.
Период нарастајућег богатства у Грчкој је 7. стољеће пре н. е., које је стицано прекоморском трговином и колонизацијом територија у Италији и Сицилији чиме су се отварала нова тржишта и ресурси. Атина није слала своје становништво у колонизацију нових територија нити се укључила у ову нову тенденцију у трговини, чиме је њена моћ као културног и уметничког центра значајно опала. Коринт, Спарта, острва и градови у источној Грчкој и Крит су предњачили у својим различитим уметничким интересовањима и начинима њиховог изражавања. Ово време разноликости и издиференцираних регионалних уметничких школа се у Грчкој више није поновило. Градови су демонстрирали своју моћ и богатство, посебно у изградњи храмова, преко којих ће се развити нове архитектонске форме, и такође у декорацији храмова и народним светилиштима. Архитектура је својим напретком даље узроковала маштовите и амбициозне облике у вајарству и сликарству.
Еволуција старих и појава нових идеја и религиозних веровања у овим новим историјским околностима је довела до настанка и брзог развоја архитектуре храма и култних или вотивних статуа.
По класичним историјским изворима, прве вотивне статуе (ксоане) су прављење у дрвету у врло рудиментарном стилу. Њихово тело је представљао сам дрвени стуб и једино су схематски приказивани глава и црте лица.
Први храм је био скромних димензија и различитих облика. Археолошки остаци и неки модели грнчарије из Аргоса, Перакоре и Самоса омогућавају нам да створимо неку представу о облику тих храмова, који су често били једноставне правоугаоне капеле са кровом који је држао низ унутрашњих стубова; на једном крају је могла бити апсида, а мали пројектовани кров је могао формирати трем на фасади. На крају је превагнула схема наслеђена из микенске палате – мегарона – са правоугаоним планом, улазом на једну од краћих страна и тремом на пронаосу. Око тог језгра архитекти су разрадили коначан облик грчког храма, али су постојале његове важне регионалне варијације.
Од средине 7. века пре н. е. и последње четвртине 6., разликујемо два главна уметничка и естетска кретања позната као јонски и дорски дух – или схватања света. То нису били укочене категорије, и без сумње реч је о јединственој естетској концепција, али су се ова два духа разликовала по схватању уметничке пластике. Разлика је више била у темпераменту и естетском погледу на свет од било каквих других разлика, употребљених техника или географског порекла. За уметнике са дорским духом, осећај за масу, склоност ка уравнотежености сила, атлетски квалитети и поштовање геометрије су били од прворазредног значаја, док су Јоњани више ценили опуштеност, благе и витке пропорције, и нису оклевали да жртвују дух геометрије у корист декоративних вредности.

### Архитектура
Током историје грчке уметности, главна улога архитекте је била да пројектује култне верске грађевине, и све до класичног доба то је практично  био његов једини задатак. Центар обожавања у грчкој религији био је олтар, који се дуго времена састојао из једног каменог блока а тек касније се развио у свој монументални облик. Олтар се увек налази у источном делу храма. Храм је у суштини кућа (ојкос) за божанство, и у унутрашњости је пребивала његова култна статуа. Архитектонски план храма је, дакле, план куће – једнособна грађевина са стубастим тремом. Да би се ова божанска кућа разликовала од куће смртника, раном храму је дат издужени план основе. Култна статуа је постављана даље, иза низа ослонаца централног стуба. Екстеријер је украшаван перистилом, спољашњом колонадом стубова који су пружали продужену надстрешницу. Ова додатна колонада је обезбеђивала покривену амбуланту (наткривени пролаз), и уједно представља главну разлику између храма и секуларне архитектуре.
Главни облик грчке архитектуре јесте храм који се развија из микенског мегарона - средишњег правоугаоног простора на стубовима. Од дрвене куће, где се склањала скулптура божанства, постепено је настала монументална камена грађевина на степенастој платформи (стилобат), на правоугаоној основи. Наос или светилиште је главни централни простор грчког храма уоквирен каменим зидовима; испред наоса стоје стубови (најпре два, а касније четири) који носе архитрав претпростора (анта), на архитраву почива дрвени кров на две воде, поплочан црепом од опеке који се и данас користи на кућама. Касније храмови постају све богатији, тј. додају се претпростори са стубовима и иза наоса, а касније и око целог храма.
С тесним и мрачним светилиштем, и јасним и отвореним прочељем с ритмом бројних стубова, грчки храм је више спољашња него унутрашња архитектура и делује као скулптура, за разлику од римске архитектуре која ће добити свој унутрашњи простор. Храмови могу варирати према величини грађевине или регионалним склоностима, али њихове основне црте толико су сличне да се могу сагледати у једној типичној основи. То јединство грчких храмова називамо стилом, а стилови се разликују по својој комбинацији елемената основе (стилобата), носача (зидова и стубова) и терета (архитрава И крова). Најстарији грчки стил је дорски који се постепено развија тек у класичном раздобљу.

### Скулптура
Осим што су истицали делове архитектуре јасним бојама (Грци су бојили и своје скулптуре), смештали су и бројне рељефе и скулптуре, а временом је украшавање било све богатије. 
Тимпанон је део троугластог дела храма изнад архитрава на прочељу који је потпуно испуњен пластиком. Већ у најстаријим забатним троугловима појединачне скулптуре се слажу једна уз другу тако да стварају јединствену причу, а свака скулптура је обликована у положају који одговара месту у којем ће бити смештена.
У архајско доба египатска уметност врши директан утицај на скулптуру Грчке: руке приљубљене уз тело, стилизоване фризуре, припијена одјећа истакнута плитким рељефом. Због страха скулптора да не поломе камен, плитко клесане скулптуре су изгледале изразито укочено. Али, за разлику од Египћана, Грци тела својих „божанстава“ не стилизују, и што стварније желе приказати људске мишиће и кости. Напредак постижу и одважним шупљинама између удова – на египатским фигурама никад нема шупљина.
Карактеристичне скулптуре овог раздобља су коуроси и коре. Коурос је прототип нагог младића у стојећем ставу потпуно испружених руку и сматра се да представља бога Аполона. Кора је женски пар коуросу, увек млада и обучена, у стојећем ставу и понекад у руци држи воће или неки поклон. Замишљени су на граници, ни људи ни богови и вероватно је то идеја физичког савршенства и животности. Усне су им развучене у лажни осмех (крива линија усана, али без подизања јагодица на образима) – тзв. архајски осмех.

### Сликарство
У осликавању керамике геометријска орнаментика се полако губи, а основна тематика постаје митологија, легенде и призори из свакодневног живота. Јављају се два стила:
- црне фигуре на црвеној подлози (7. век п. н. е.) и
- црвене фигуре на тамној подлози (6. век п. н. е.).

Ликови су обавезно у профилу и успешна су мешавина старогрчке геометрије и оријенталних органских ликова.

## Класично доба
После Персијских ратова (490. - 479. п. н. е.) у Грчкој предњачи Атина која је имала надалеко највећу флоту и на њој је почивала одбрана Грчке. Флота је допринела и привредном развоју, што је опет омогућило велики градитељски програм у Атини. Поред развијене политичке мисли (демократија) у Атини се очувао робовласнички поредак.
5. век п. н. е. представља време најдуготрајнијег књижевног стваралаштва (Софокле, Еурипид и Аристофан), првог историчара Херодота, и многих филозофа (софисти) и реторичара. Државе Пелопонеза, поготову Спарта, виделе су претњу у све већој моћи Атине. Ривалство градова подстицало је развој идеја, али је након неколико отворених сукоба 431. п. н. е. Спарта објавила рат Атини. Пелопонески рат се окончао тек 27 година касније поразом Атине и представљао је катастрофу од које се Грчка никада није опоравила.

### Архитектура
Грчки градови обично су били утврђени и имали су одвојено друштвено средиште града око главног трга у долини (агора) од верског центра који се развија из некадашње цитаделе на брежуљку (акропољу). Агора у Атини је неправилан четвороугаони трг окружен низом зграда различитих функција (стоа за скупљање грађана, већница у облику позоришта, пијаца, суднице и храмова) који следе по терену.
Акропољ се налази на брежуљку где је још у Микенско доба био утврђени град. Све грађевине изграђене на Акропољу потичу из 5. века п. н. е. а најочуванији су Партенон, Ерехтеон, храм богиње Нике и свечани улаз. Акропољу се приступало кроз монументални улаз – Пропилеје. Архитекта Мнесикле успешно је решио проблем на стрмом терену саградивши широко степениште између два зида модификовано као дорски храм.
На атинском Акропољу данас се налази Партенон (448.-432. п. н. е.) архитекти Иктиноса и Каликратеса, највећи и најраскошнији дорски храм на подручју данашње Грчке. Партенон је најбољи пример дорског храма: уздужна грађевина од две просторије и спољњег правоугаоног омотача од ступова; са подножја са степеницама уздижу се стубови састављени од ваљкастих тамбура са жлебовима (канелуре), и капителом састављеним од ехинуса (кружни јастучић) и абакуса (квадратне плоче); ступови носе греду (архитрав), а изнад архитрава је фриз састављен од триглифа (камена плоча са канелурама) и метопа (рељефно обрађене плоче); изнад фриза је венац који на прочељу храма уоквирује тимпанон.
Цели храм направљен је од камених блокова који належу један на други без везива; где је било потребно, блокови су везани металним клиновима. Кров је био на две воде и био је покривен црепом направљеним од црвених рожњача (гредица), а дрвене греде кориштене су и за таванице што је отварало велику могућност праваца.
Посвећен богињи Атени, Партенон доминира атинским Акропољем и по многим ауторима представља једну од најскладнијих грађевина свих времена. Односи висине његових делова на прочељу - ступова (А-Б) и венца (Б-Ц) јесте у истом односу у којем се односе ступови према целини (А-Ц). БЦ : АБ = АБ : АЦ – савршена размера, тзв. златни пресек.
Партенон је складан и због тога што су Грци за мерење користили мере преузете из величине делова људског тела: палац – длан – педаљ – лакат – рука – корак. Античко начело: „Човек је мерило ствари постојећих да јесу и непостојећих да нису." (Протагора), доживљава своје уобличење у грчком храму. Шта више, на Партенону је исправљена и оптичка илузија сужавања дугих грађевина по средини тако што су стубови на средини мало приближени и извучени у простор.
У исто време када дорски стил доживљава свој врхунац, почиње да се развија јонски стил. Код јонског стила ступ је виши и тањи, канелуре су дубље, има базу од низа прстенова (најчешће три), док је његов капител украшен волутама (спирални крајеви ехинуса); архитрав је направљен од три хоризонталне греде од којих је свака следећа горња мало избачена у односу на претходну доњу; фриз је ишао око целог храма и био је потпуно испуњен рељефима.
Најлепши пример јонског храма јесте Ерехтеон преко пута Партенона. Коси нагиб терена и захтев за постојањем неколико светилишта одредили су различита решења унутрашњих просторија и различито обликовање волумена. Ерехтеон има два трема (један окренут ка северу, а други ка југу), с тим да јужни уместо јонских стубова има каријатиде (слободно стојећи носачи у облику женских фигура). Развођен волумен и разноликост делова стварају многоликост погледа, знатно живљи ритам, и знатно већу просторност него код било ког другог грчког храма.
У класично доба јавља се још неколико врста храмова, као што су: 
- Периптерос - најомиљенији тип храма, број стубова на дужој страни једнак је двоструком броју ступова на фронталном делу (Партенон);
- Псеудопериптерос (лажни периптерос) - бочни стубови нису слободни, вежу се за зид;
- Диптерос - као и периптерос има предворје са стубовима око целе грађевине, али у 2 реда;
- Псеудодиптерос - сличан псеудодиптеросу, сем што на дужим странама има један слободан ред стубова, а други ред везан за зид;
- Моноптерос (толос) - округли храм - једноставност простора.

Грчке куће граде се као мегарони, с тим да се јавља подела на две просторије: главна за домаћина куће и госте, и споредна за жену и децу (што нам говори о патријархалној структури породице). У неким кућама јавља се и отворено двориште, омеђено ступовима који стварају перистил.
Своју јединственост Хелени су потврдили и проналаском архитектуре позоришта. Разумљиво је да је њихово схватање архитектуре дало решење искључиво на отвореном простору. Изабрала би се падина брега у коју су усецани правилни степеници који су чинили седишта за гледаоце (кавеје). Седишта су прављена полукружно у равни терена, а у центру седишта изграђивана је кружна или полукружна оркестра намењена глумцима. На њу се настављао трећи део – скена. Она је у почетку била заклон у облику шатора који је служио глумцима, да би се касније развила у правоугаони облик окружен ступовима и користила искључиво за потребе сценске радње. Акустика је у грчким позориштима била тако добра да се у последњем реду чуло исто тако добро као и у првом. Најпознатије је Атинско позориште, а највеће је оно у Епидаурусу.

### Скулптура
До друге половине 5. века п. н. е. грчки скулптори су успели постићи савршено мајсторство у обради камена. Општа тежња грчке скулптуре била је идеализација која је достигла свој врхунац у класично доба. Та потпуна идеализација довела је до тога да су све грчке скулптуре високе, витке и савршено пропорционалне.
Најзначајнији скулптор овог доба је Поликлет који је израдио бронзану скулптуру младића с копљем - Копљоноша (Дорифора). Тежина скулптуре почива на једном стопалу док друго једва дотиче тло врховима прстију. Тај став је познат под називом контрапосто (природни став на једној нози који уравнотежава мировање и покрет), био велики напредак у односу на скулптуре коуроса из архајског доба. Осим размакнутих стопала фигура има различиту висину колена, бокова, полупрофил главе, анатомску обраду тела и по први пут у скулптури – рука слободно виси. Том скулптуром створио је врсту узора за грчку скулптуру (тзв. грчки канон) који је детаљно описао у својој теоријској књизи о уметности. Поликлет је сматрао да је љепота размерни однос делова тела и тих делова према целини. Тај савршени однос био је у томе да се глава садржи 7 пута у висини тела, висина је одговарала 10 шака, а стопало је величине 3 ширине длана … Поликлет је својим скулптурама дао и основе идеализације портрета грчких скулптура које увек имају карактеристичан грчки нос и благе линије усана.
У исто време када Поликлет установљава свој канон, у Атини настају прве скулптуре у слободном покрету. Такав је Бронзани Посејдон који баца копље (непознатог аутора) и Миронов Дискоболос (Бацач диска) настао неколико година после. Дискоболос је узоран пример „одлучујућег тренутка“, тј. кратког застоја између снажног замаха који руку с диском доводи у највиши положај и покрета којим ће га нагло испустити и бацити у даљину. Аутор је успео да згусне низ кретања у јединствену позу која је најкарактеристичнија у сложеној радњи бацања диска.
Битна карактеристика грчке уметности је веза архитектуре и скулптуре. Осим рељефа који су се налазили на фризу, најдоминантније су биле скулптуре у тимпанону које су, иако рађене као слободно стојеће фигуре, схваћене за гледање само с предње стране. Још једна отежавајућа ствар био је облик ниског троугла, што је довело да фигуре с леве и десне стране буду обликоване у бројним, па и незгодним, позама. Велико признање заслужују грчки скулптори који су вешто избегли велике разлике у пропорцијама фигура тако шта су им природно обликовали позе - од стојеће у средини, преко клечећих, до лежећих у угловима тимпанона. Тако је остварена непоновљива равнотежа архитектуре и скулптуре.
Највештији у свладавању ограничења архитектуре био је Фидија који је урадио сву декорацију за Партенон између 440. -437. п. н. е. Скулптуре забата су углавном пропале, а представљале су различита божанства у природном седећем или полу лежећем положају који посматрају рођење Атине из Зевсове главе. Испред храма стајала је колосална бронзана фигура наоружане Атине, а унутар храма дванаест метарска култна скулптура Атене Партхенос од злата (легенда каже 1000 kg) и слоноваче претрпан фигуралним украсима. Фидијин Партенонски фриз (рељефни део) дуг је 160 m и приказивао је поворку у част богиње Атене. Радило се о поворци фигура у три плана, чиме се поништила површина позадине; ликови се нижу у таласастој композицији, и сви су индивидуални.
.
Доба велике скулптуре и финог камена који је карактеристична Фидијина уметност завршило се око 410. п. н. е. Тада наступа време рецесије и копирања до појаве посљедњег великог кипара класике – Пракситела, и његовог „лепог стила“ (око 395.-326. п. н. е. ). Праксител је потпуно усавршио положај тела у „С“ линији. Његова скулптура Хермеса стоји природно опуштена без одеће као и скулптура Книџанске Афродите која се сматра симболом савршенства женског тела (прва нага скулптура жене). 
У Праксителовом духу је и Аполон Белведерски (непознатог аутора), познат само из римских копија, који остварује савршену равнотежу покрета и одважног држања. Скулптура је висока преко 2 m, једва додирује тло, а у рукама су му лук (симбол стрелца) и маслинова грана (симбол племенитог сунчевог владара). Пронађен у 15. веку. био је узор неокласицизму 19. веку.

### Сликарство
У сликарству на керамици се поред површинских, стилизованих, црвених ликова на црној подлози, јављају и потпуно бели погребни лекити с флуидним цртежима крепких линија.

## Хеленистичко доба
Хеленистичко доба почиње 336. п. н. е. кад Филипа Македонског, који је ујединио Грчку под жезлом монархије, наслеђује његов син Александар Велики који ће опет у кратко време, до 323. п. н. е. проширити своје царство, а тако и грчку културу, преко Персијског царства према истоку све до Индије. Након његове смрти 323. п. н. е. царство се дели на Антигонидску Македонију, Селеукидску Азију и Птолемејски Египат који од тада ратују док на тим просторима не завлада Рим (Египат пада под Октавијанову власт битком код Акција 31. п. н. е.). Грчки источни градови државе Пергам, Ефес, Халикарнас, Родос и новоосновани градови Антиохија, Селеукија и Александрија постају центри хеленистичке културе.
Завршну фазу грчке културе - хеленизам (грч. hellenismos = приклањање грчком језику и обичајима) многи називају и декадентним завршетком грчког циклуса због предимензионирања у архитектури и преамбициозности у скулптури. Но, то је уско гледиште на богату и разнолику уметност.

### Архитектура
Архитектуру гломазних објеката препуних ступова, орнамената и раскоши, најављује већ гробни храм краља Карије, грчке колоније у Малој Азији, Маузолеј у Халикарнасу. Висок преко тридесет метара, украшен коринтским ступовима и бројним рељефима и великим скулптурама, те са степенастом пирамидом уместо забатног тимпанона, био је једно од седам свјетских чуда тога времена (Плиније старији). Данас је очувана само висока скулптура краља Маузола који је изворно стајао за уздама кочије на врху Маузолеја.
Још једно од свјетских чуда које одговара разметљивој раскоши и грандиозности Маузолеја био је Александријски светионик с острва Фароса испред града Александрије на делти Нила, висок 134 m, који није очуван.
Богатство се показује раскошном декорацијом, на грађевинама уместо дорског и јонског стила почео се користити углађенији коринтски. Коринтски стил врло је сличан Јонском само нешто декоративнији; ступови имају богатије украшену базу, а капители су украшени кратким, али пластично богатим волутама које имитирају лишће акантуса. Грци често комбинују на грађевинама ступове сва три стила, али их користе по строгим правилима распореда. Када Римљани почну примењивати грчке стилове у својој архитектури преовлађиваће коринтски.
О раширености хеленистичке архитектуре говори нам и храм у самом средишту сиријске пустиње – Петра који је исклесан у живој стени.

### Сликарство
Усред кризе класичне уметности, сликар Апел који је радио на двору Филипа II и Александра, па потом за Птолемеја I ствара језик који ће с хеленизмом добити општу вредност. Његове се теме, композиције и мотиви могу реконструисати захваљујући приказима на керамици и бројним копијама. Апел меша боје и сенчи, користећи притом колористичке контрасте те добија илузионистички ефекат дубине. Такав начин сликарства ће се проширити целим царством, а попримивши источњачке примесе слике ће добити небројане комбинације облика.
Карактеристични су и бројни мозаици од разнобојног шљунка у малтеру који често копирају слике и скулптуре тога доба.

### Скулптура
Хеленистичка скулптура се препознаје, било по слојевитој и непрегледној композицији, било по покрету који је јако наглашен, или по дубокој обради површине којом се добива велики контраст осветљених делова и сенки што појачава немир садржан у скулптури и узбуђење које преноси на посматрача.
Лисип је посљедњи велики скулптор грчке уметности. Радио је још за Александра и деловао је на највећем подручју на којему је икад деловао један антички скулптор – од Пелопонеза, Македоније до Акарнаније. Окружен бројним синовима и ученицима свуда је наметнуо свој израз. Користио је Поликлетов канон, Праксителов став контрапосто и С” линију, али се ослањао и на природу и тако израдио елементе реализма. Залагао се за слободу уметника и његовог израза, против слепог опонашања старих канона.
Његова позната скулптура Стругач (Апоксиомен) велики је корак у освајању простора јер атлета руке држи потпуно испружене испред тела. У то време појавити ће се и први скулптурални портрети који више не теже идеализму, већ крајњој карактеризацији.
Одмах након Лисипове смрти његови следбеници отварају школу на Родосу где теже надмашити свог учитеља, ако не вештином, онда величином. Харет из Линда ствара бронзану скулптуру Колоса на улазу у пристаниште, високу 32 m – још једно светско чудо.
Тим уметницима одговарало је утркивање нових краљевстава у Анадолији и Египту које ће имати монументалнији споменик. Такав је и Зевсов жртвеник у Пергаму, подигнут у славу заједничке победе Пергама, Римљана и Родоса над сиријским владаром Антиохом III (189.-182. п. н. е.). Цели храм је победа скулптуре над архитектуром. Грађевина је подређена скулптуралним украсима слободних скулптура дотад невиђене покретљивости и рељефа драматичних ситуација борбе богова и гиганата.
У част ове победе подигнуто је највеће и најуспјешније дело овог доба — Ника са Самотраке или Победа. Скулптура је првобитно стајала на острву Самотраци и то на постољу изведеном у облику бродског прамца. Богиња је приказана с крилима које држи потпуно раширеним иза њеног тела тако да изгледа као да у њих дува ветар, има и изразито сложено рађену драперију која нам изгледа јако танка да открива делове тела испод ње.
Једна од ретких касних примера скулптуре у групи је Лаоконова група која представља тројанског свештеника Лаокона и његова два сина у тренутку док се боре с Посејдоновом морском змијом. Мада невероватног мајсторства израде, композиција ове слободно стојеће групе је пирамидална и направљена за гледање само од напред. Такав начин извођења скулптуре је у складу с новим хеленистичким интересовањем за појединачно, тренутно и специфичан покрет, и за нарацију која се врло често везује за гротескно, ружно итд.
Због таквог односа према уметности историчари говоре о декадентном пропадању грчке уметности, док „прави наследници“ грчке културе који је настављају ширити и богатити у традицији најбољих класичних дела- постају Римљани.